# Ивашуров, Сергей Тимофеевич
Сергей Тимофеевич Ивашуров (1914—1972) — младший лейтенант Советской Армии, участник Великой Отечественной войны, Герой Советского Союза (1943).

## Биография
Сергей Ивашуров родился 9 (по новому стилю — 22) сентября 1914 года в деревне Подлосинка (ныне — Барятинский район Калужской области). После окончания начальной школы работал бетонщиком в Москве, затем был председателем колхоза в Барятинском районе. В 1936—1940 годах служил в Рабоче-крестьянской Красной Армии, участвовал в польском походе и советско-финской войне. С июня 1941 года — на фронтах Великой Отечественной войны. К октябрю 1943 года сержант Сергей Ивашуров командовал отделением роты связи 529-го стрелкового полка 163-й стрелковой дивизии 38-й армии Воронежского фронта. Отличился во время битвы за Днепр.
1 октября 1943 года Ивашуров переправился через Днепр в районе острова Жуковка на южной окраине Киева и под массированным вражеским огнём проложил по его дну кабель связи, а затем длительное время обеспечивал командованию полка бесперебойную связь с подразделениями на острове.
Указом Президиума Верховного Совета СССР от 29 октября 1943 года за «образцовое выполнение боевых заданий командования на фронте борьбы с немецкими захватчиками и проявленные при этом мужество и героизм» сержант Сергей Ивашуров был удостоен высокого звания Героя Советского Союза с вручением ордена Ленина и медали «Золотая Звезда» за номером 1849.
После окончания войны Ивашуров продолжил службу в Советской Армии. В 1945 году он окончил Киевское военное училище связи и курсы усовершенствования офицерского состава. В 1946 году в звании младшего лейтенанта Ивашуров был уволен в запас. Вернулся на родину, работал в колхозе. В 1968 году переехал в город Киров Калужской области. Умер 15 марта 1972 года, похоронен на станции «Фаянсовая» в Кирове.
Был также награждён рядом медалей.